# Permutation (kryptologi)
En permutationkode over et alfabet, er en kode der ændrer alfabetet til en permutation af alfabetet.

## Eksempel
Hvis vi antager at (a=B, b=C, c=A, d=E, e=D) er en permutationskode for alfabetet (a,b,c,d,e), vil teksten abdde blive permuteret til BCEED.
| Matematik | Spire Denne artikel om matematik er en spire som bør udbygges. Du er velkommen til at hjælpe Wikipedia ved at udvide den. |